# 托馬斯·韋德斯
托馬斯·韋德斯（英語：Thomas Wedders）亦稱托馬斯·瓦昊斯（Thomas Wadhouse），約1730年出生於英格蘭約克郡，是18世紀中葉馬戲團各種雜耍的表演者。因擁有世界上最長的鼻子而聞名，據稱長達7.8英寸（20公分）。
除了他的大鼻子之外，人們對韋德斯的生平知之甚少。
《金氏世界紀錄》無法驗證韋德斯鼻子的長度，因為他在相機發明前就去世了。倫敦博物館《里普利的信不信由你！》裡現藏他頭部的蠟像複製品。

1896年，《河岸雜誌》的詳述如下：
因此，如果鼻子始終準確地代表了個人的重要性，那麼這位有價值的人應該聚集了線針街的所有錢財並征服了整個歐洲，因為他的這個驚人的鼻子是貪婪和尚武的結合體。但要麼他的下巴太弱，要麼眉毛太低，要麼大自然在給這位神童鼻子的過程中耗盡了精力，以至於完全忘記賦予他腦子，又或者是鼻子擠掉了後者。無論如何，我們被告知這位約克郡人已經死了，鼻子和所有的東西都和他活著時一樣，處於最可被描述為最可悲的白痴之精神狀態。